# Brasserie Gengoulf
Vous pouvez aider à l'améliorer ou bien discuter des problèmes sur sa page de discussion.
- Il ne cite pas suffisamment ses sources. Vous pouvez indiquer les passages à sourcer avec {{référence nécessaire}} ou {{Référence souhaitée}}, et inclure les références utiles en les liant aux notes de bas de page. (Marqué depuis avril 2021)
- Il contient une ou plusieurs listes. Le texte gagnerait à être rédigé sous la forme d’un ou plusieurs paragraphes synthétiques, afin d’être plus agréable à lire. (Marqué depuis avril 2021)

- Archive Wikiwix
- Bing
- Cairn
- DuckDuckGo
- E. Universalis
- Gallica
- Google
- G. Books
- G. News
- G. Scholar
- Persée
- Qwant
- (zh) Baidu
- (ru) Yandex
- (wd) trouver des œuvres sur Wikidata

La Brasserie Gengoulf est une brasserie artisanale belge située à Villers-devant-Orval dans la commune de Florenville au sud-ouest de la province de Luxembourg et à proximité immédiate de la frontière franco-belge.

## Histoire
Quatre amis (Vincent Habran, Marc Hisette, André Odwa et Olivier Tarnus) décident de créer en 2011 une bière avec une amertume limitée qui plairait à la gent féminine. En 2013, la brasserie Gengoulf voit le jour sous la forme d'une société coopérative à responsabilité limitée (SCRL). Parmi les quatre fondateurs, on trouve Vincent Habran, un laborantin de la brasserie de l’abbaye d’Orval toute proche qui s’occupait de la brasserie Gengoulf à temps plein jusqu'en 2019. La production augmentant chaque année, la brasserie inaugure en 2016 de nouvelles installations d'une capacité maximale de production de 300 hl par mois.

## Situation
Cette brasserie est située à Villers-devant-Orval en Gaume rue des Hawys, en rive droite de la Marche, une rivière faisant office de frontière entre la Belgique et la France. Elle se trouve à environ 2 km au sud la brasserie d'Orval connue par sa bière trappiste.

## Origine du nom
Gengoulf appelé aussi Gangolf d'Avallon était un noble français né à Varennes-sur-Amance  près de Langres en 702. Il était très pieux et honnête. Il se maria avec Ganéa, une jeune femme volage et libertine. Il finit par se retirer dans un ermitage près d'Avallon où il mena une vie d'austérité avant de se faire tuer par un des amants de son épouse en 760. Devenu saint, il est entre autres le patron des maris cocus. Il est aussi le saint-patron de la paroisse de Villers-devant-Orval. Sa statue se trouve dans une niche aménagée au-dessus d'un lavoir à proximité de l'église qui lui est dédiée. La figure originale stylisée de cette statue se retrouve sur les étiquettes de la bière.

## Bières
Les bières originales de la brasserie sont reprises comme Belgian Beer of Wallonia, protection accordée par l'Agence wallonne pour la promotion d'une agriculture de qualité (APAQ-W).
- La Gengoulf est une bière blonde spéciale légèrement ambrée de fermentation haute titrant 6,1 % en volume d'alcool.
- La Gengoulf aux Cèpes est une bière blonde de fermentation haute titrant 7,5 % en volume d'alcool produite depuis 2014.